# Gilbert Nabonnand

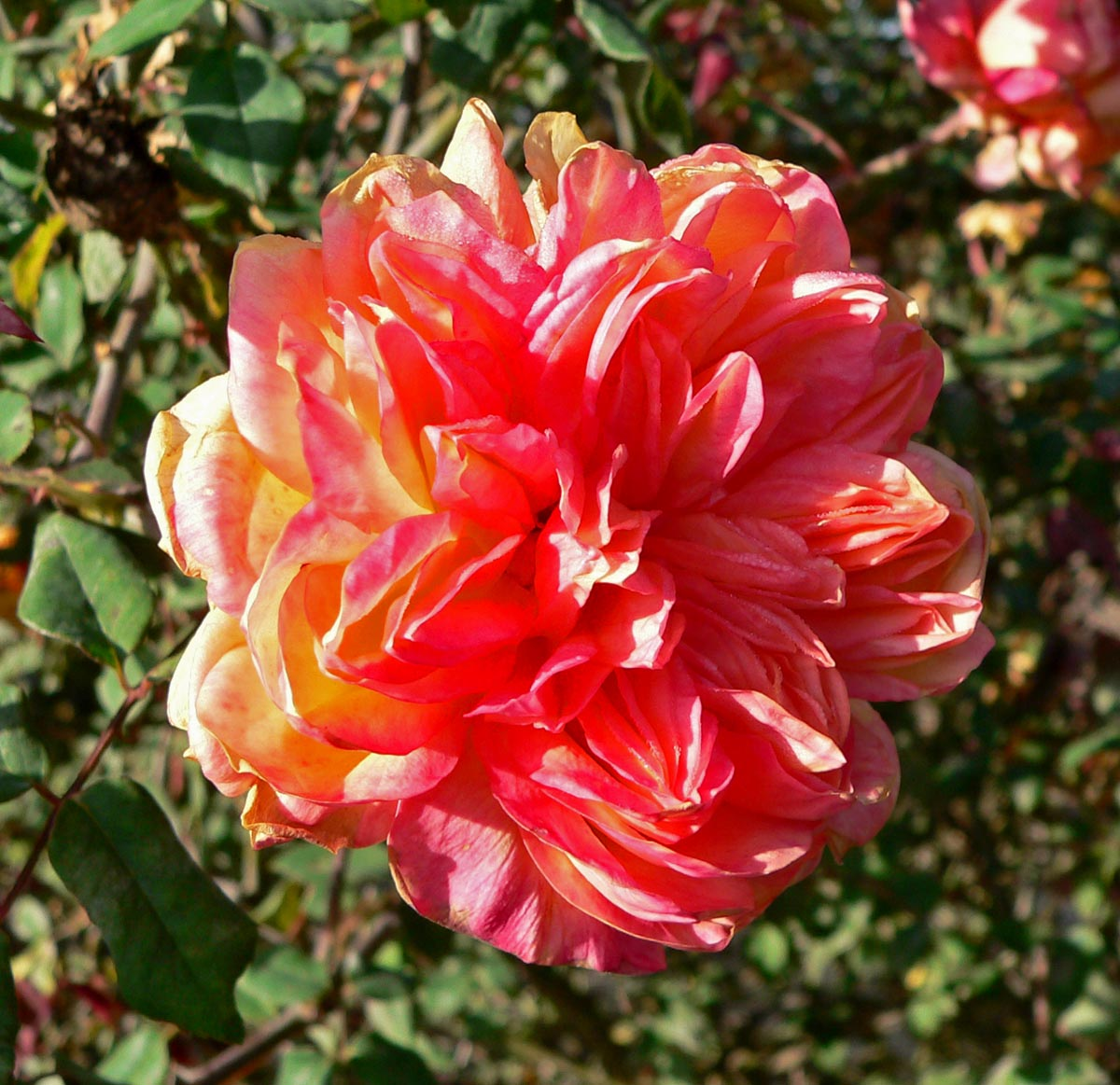
Rosa 'Souvenir de Gilbert Nabonnand' (Clément Nabonnand 1920)

Gilbert Nabonnand (Grézolles, 20 mei 1828 – Mandelieu-la-Napoule, 6 januari 1903) was een Franse tuinman, hovenier en een bekende rozenkweker en -veredelaar aan de Côte d'Azur.

## Leven en werk
Gilbert Nabonnand was van zijn zestiende tot zijn twintigste in de leer bij een boomkwekerij in Vienne. Daarna voltooide hij zijn opleiding bij rozenkweker Jean Baptiste Guillot sr. in Lyon en in aansluiting daarvan bij de pelargonium-kweker Boucharlat in Cuir-les-Lyon. In 1854 begon Nabonnand een eigen bedrijf in Sorgues, noordoostelijk van Avignon, waar hij fruitbomen, sierheesters en bloemen kweekte. In 1857 trouwde hij met Thérèse Bertaud, met wie hij drie kinderen kreeg. In 1860 verplaatste hij zijn bedrijf naar Antibes aan de Côte d'Azur, l'établissement horticole Sainte-Anne, waar hij palmen en exotische planten verkocht, maar ook rozen, die in die tijd sterk in opkomst waren. Ten slotte verhuisde hij in 1864 naar Golfe-Juan bij Cannes. Vanaf dat moment noemde hij zichzelf Philibert Nabonnand en zijn bedrijf Les Roses de Golfe-Juan. Naast rozen bood hij ook palmen en andere exotische planten aan, zoals fruitbomen en altijdgroene planten uit de Myrtaceae en Proteaceae familie, die hij uit China, Australië, Nieuw-Zeeland en Zuid-Afrika importeerde.
Nabonnands clientèle waren de eigenaars van residenties aan de Rivièra die daar de wintermaanden doorbrachten en voor wie hij de parken en tuinen aanlegde. Al in 1855 gaf Lord Henry Peter Brougham (1778-1868) hem de opdracht om de tuinen van de Villa Eléonore-Louise in Cannes te ontwerpen, waarmee hij een reputatie opbouwde. Meer dan tien jaar werkte hij aan de tuinen en legde er ook een rozentuin aan. Er is bijna niets meer over van deze tuinen. Naast deze tuinen creëerde hij nog een reeks tuinen en parken, onder andere voor de Villa Saint-Georges, de Villa Laura Parc Bruny en het Château Aboucas.
Tussen 1872 en 1903 introduceerde Nabonnand bijna tweehonderd verschillende rozen waaronder zeventig theehybriden en verschillende noisette-rozen, die hij voornamelijk uit zaailingen selecteerde. Sommige hiervan gebruikte hij voor snijbloemen of voor de parfumeurs in Grasse. Een aantal rozen van Gilbert Nabonnand  worden nog steeds gekweekt en aangeboden, ook al is de kwekerij verdwenen nadat ze werd voortgezet door zijn zonen Paul (1860-1937) en Clément (1864-1949).
Nabonnand was medeoprichter van de Société Pomologique de France en de Association horticole lyonnaise en kreeg de Orde van Agrarische Verdienste (Frans: L’Ordre du Mérite Agricole). De rozen van Gilbert Nabonnand hebben talrijke prijzen en onderscheidingen gewonnen.
In 1920 gaf zijn zoon Clément Nabonnand een theeroos de naam 'Souvenir de Gilbert Nabonnand' ter nagedachtenis aan zijn vader. Er is in Frankrijk een vereniging die zich Les Amis des Roses Nabonnand noemt.

## Rozen van Gilbert Nabonnand (selectie)

### Foto's

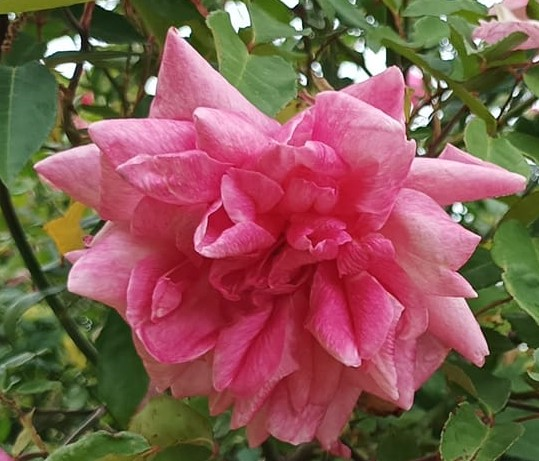
'Général Schablikine' (1878)
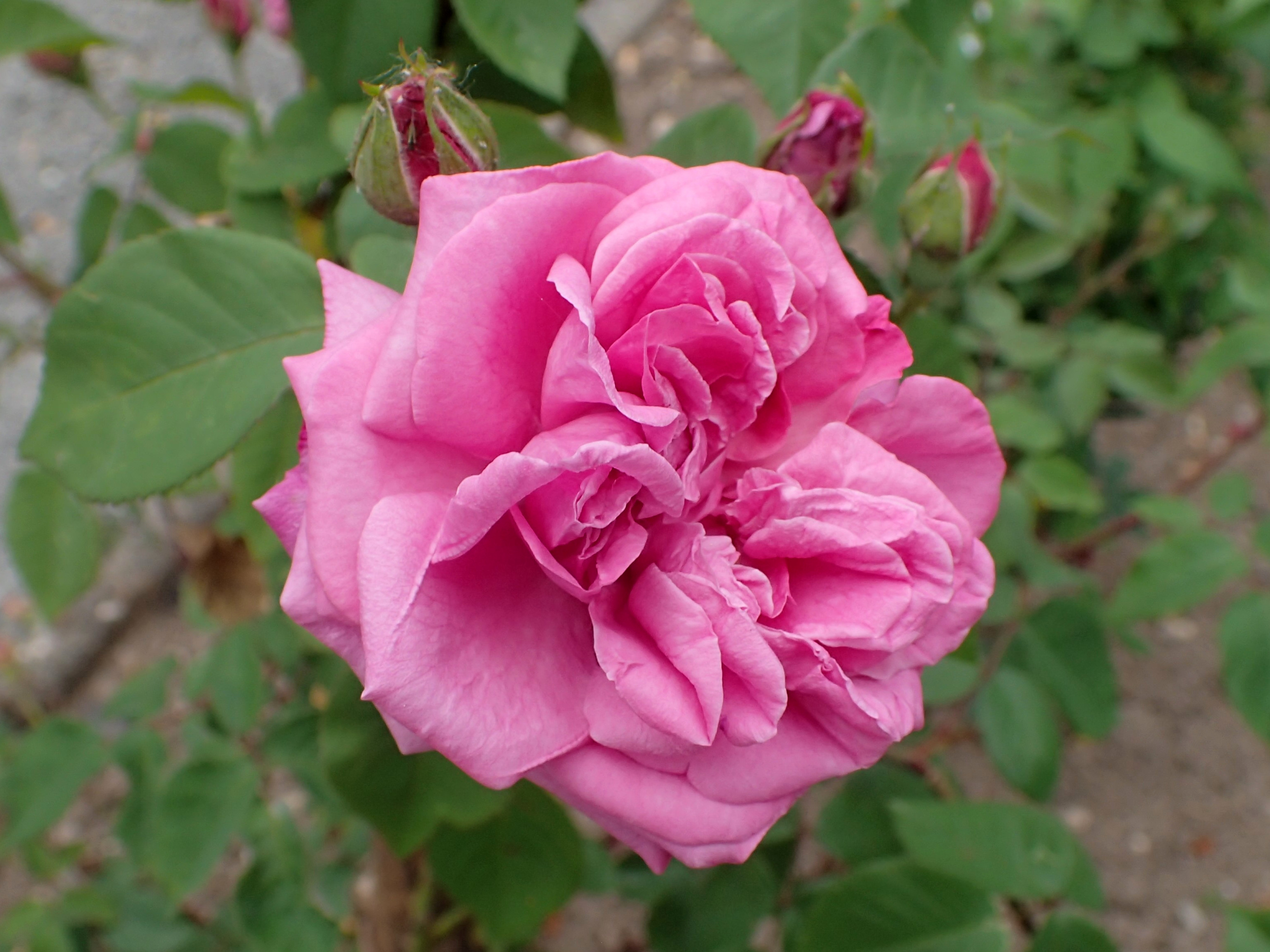
'Lily Mestschersky' (1878)
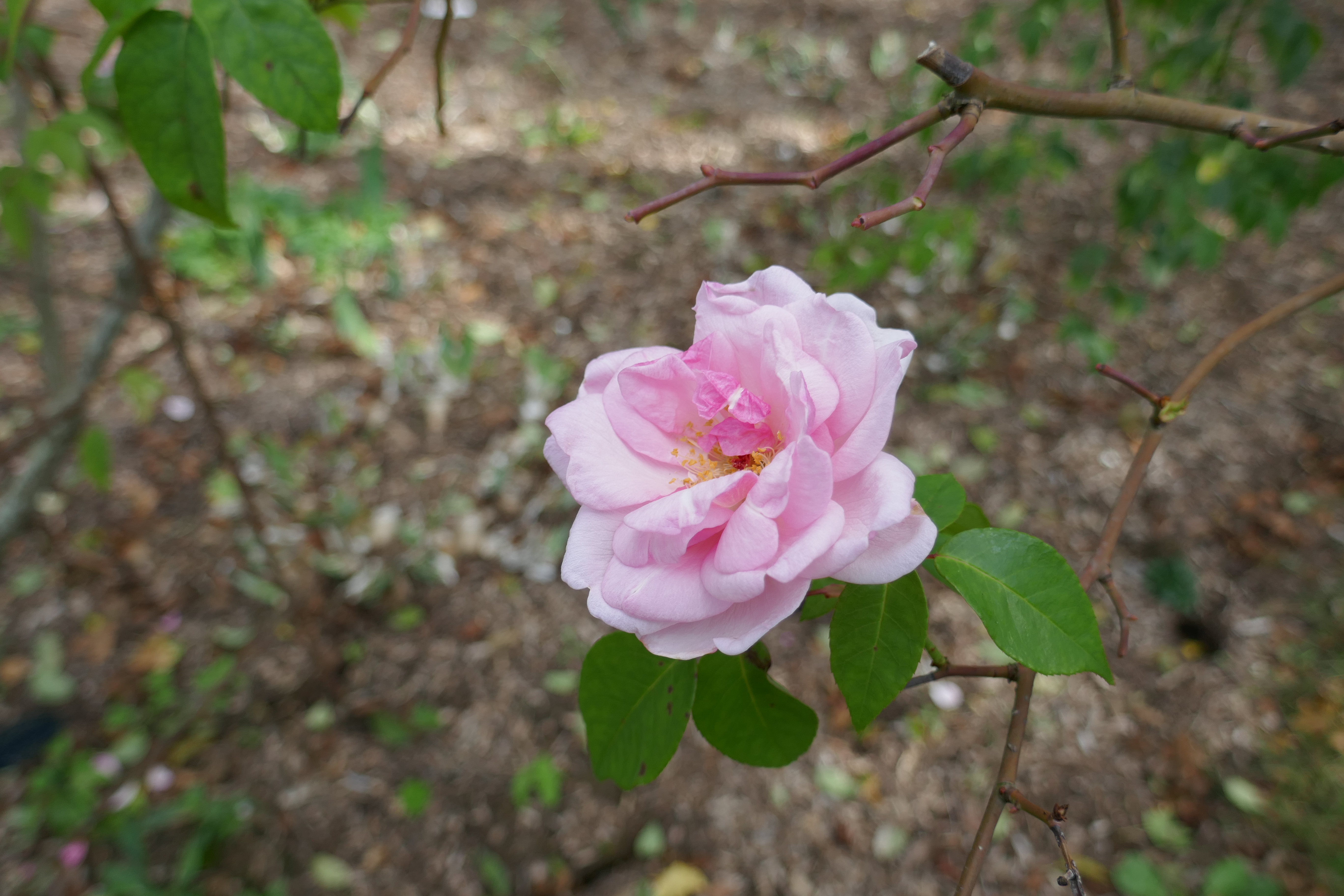
'Papillon' (1881)
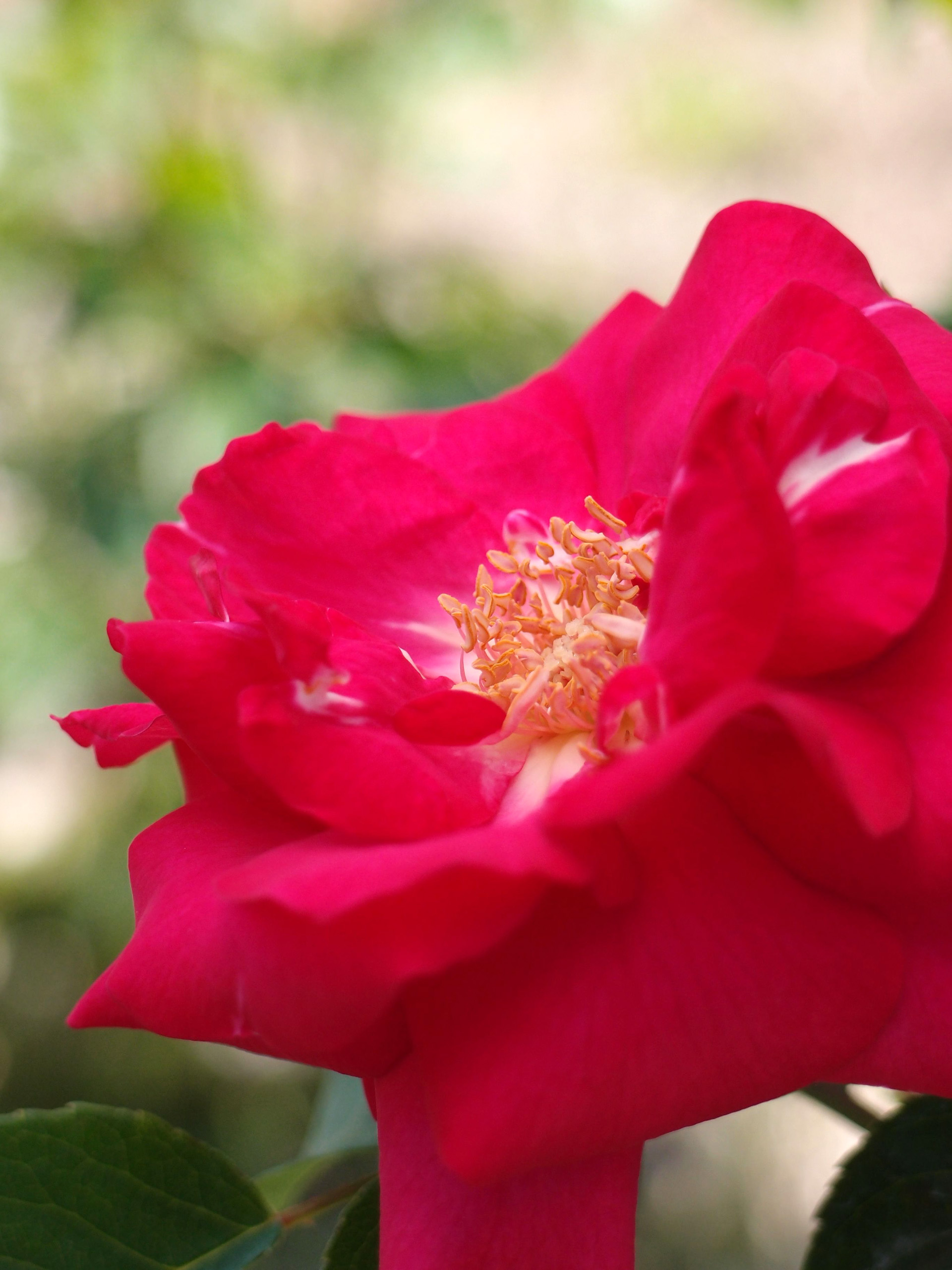
'Reine Olga de Würtemberg' (1881)
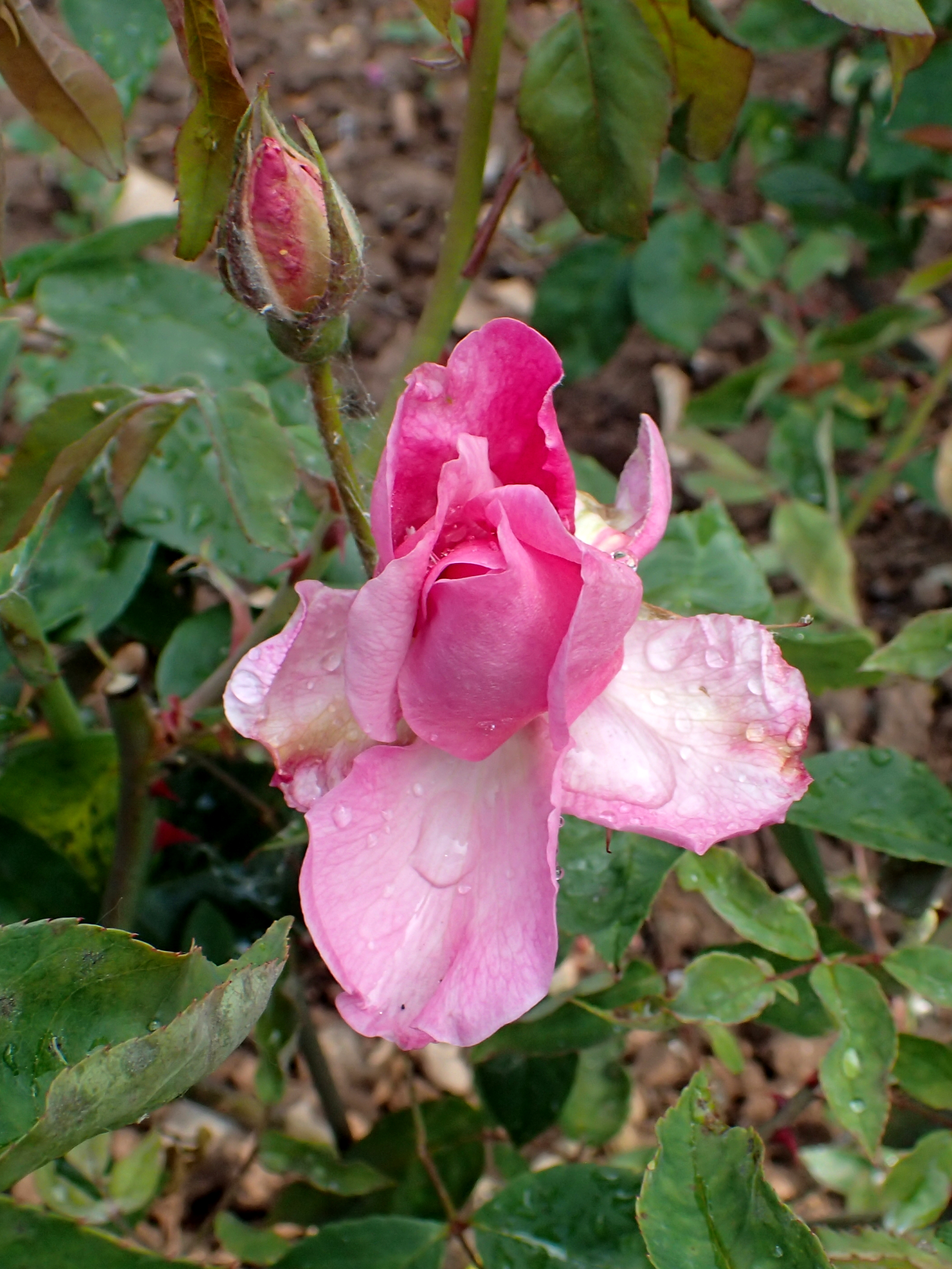
'Souvenir de Germain de St-Pierre' (1882)
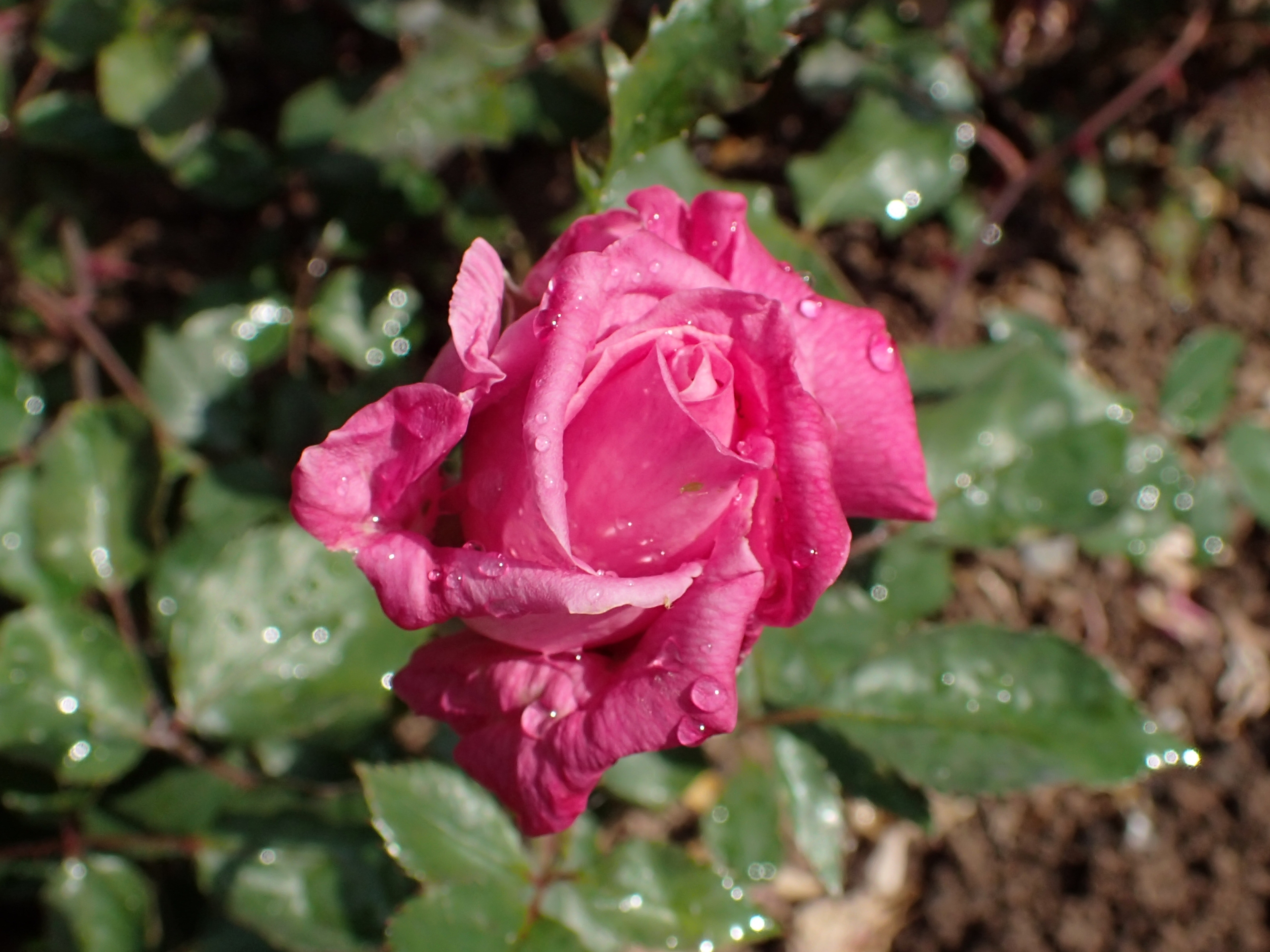
'Marie d'Orléans' (1884)
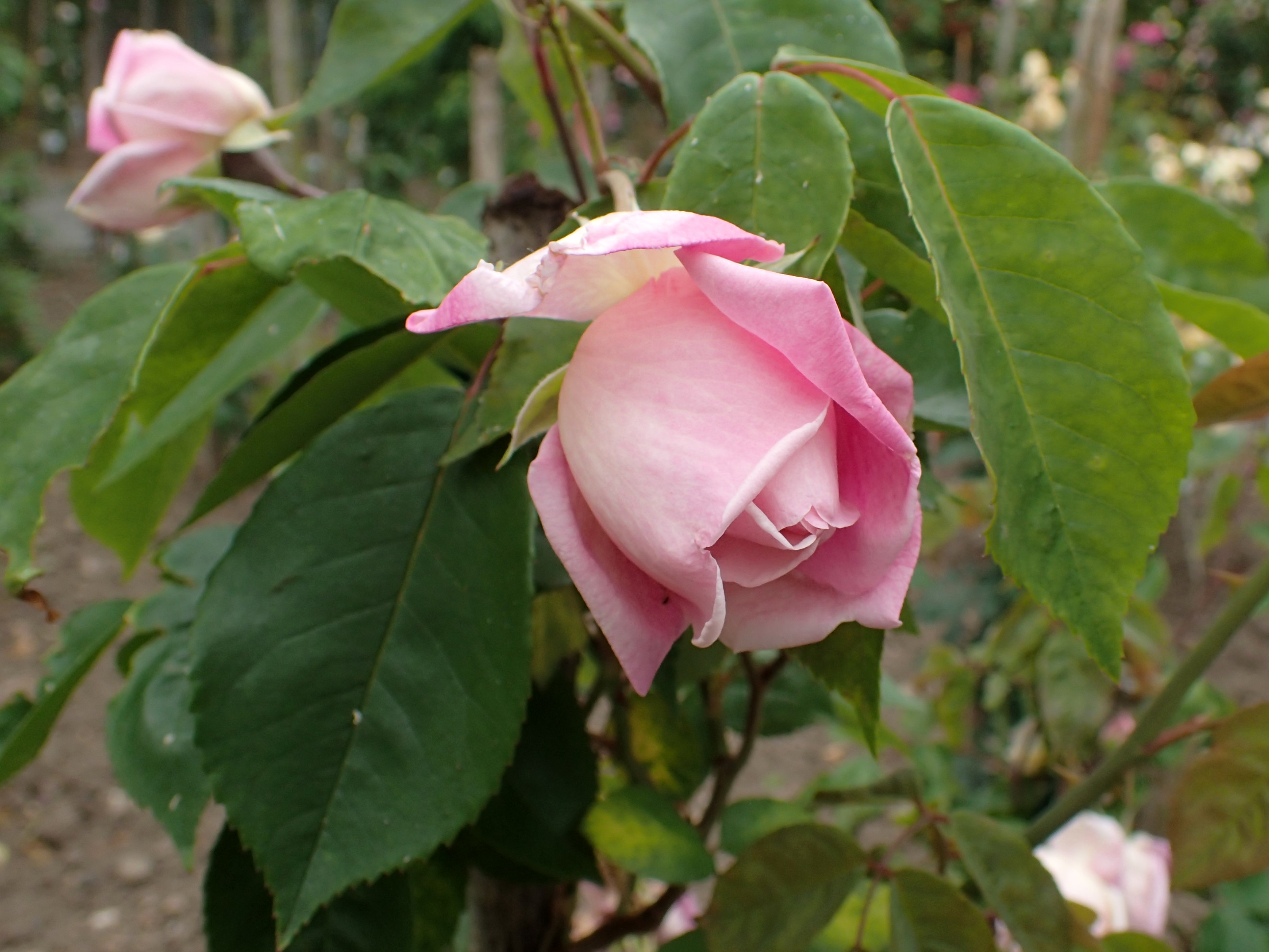
'Wassily Chludoff' (1886)
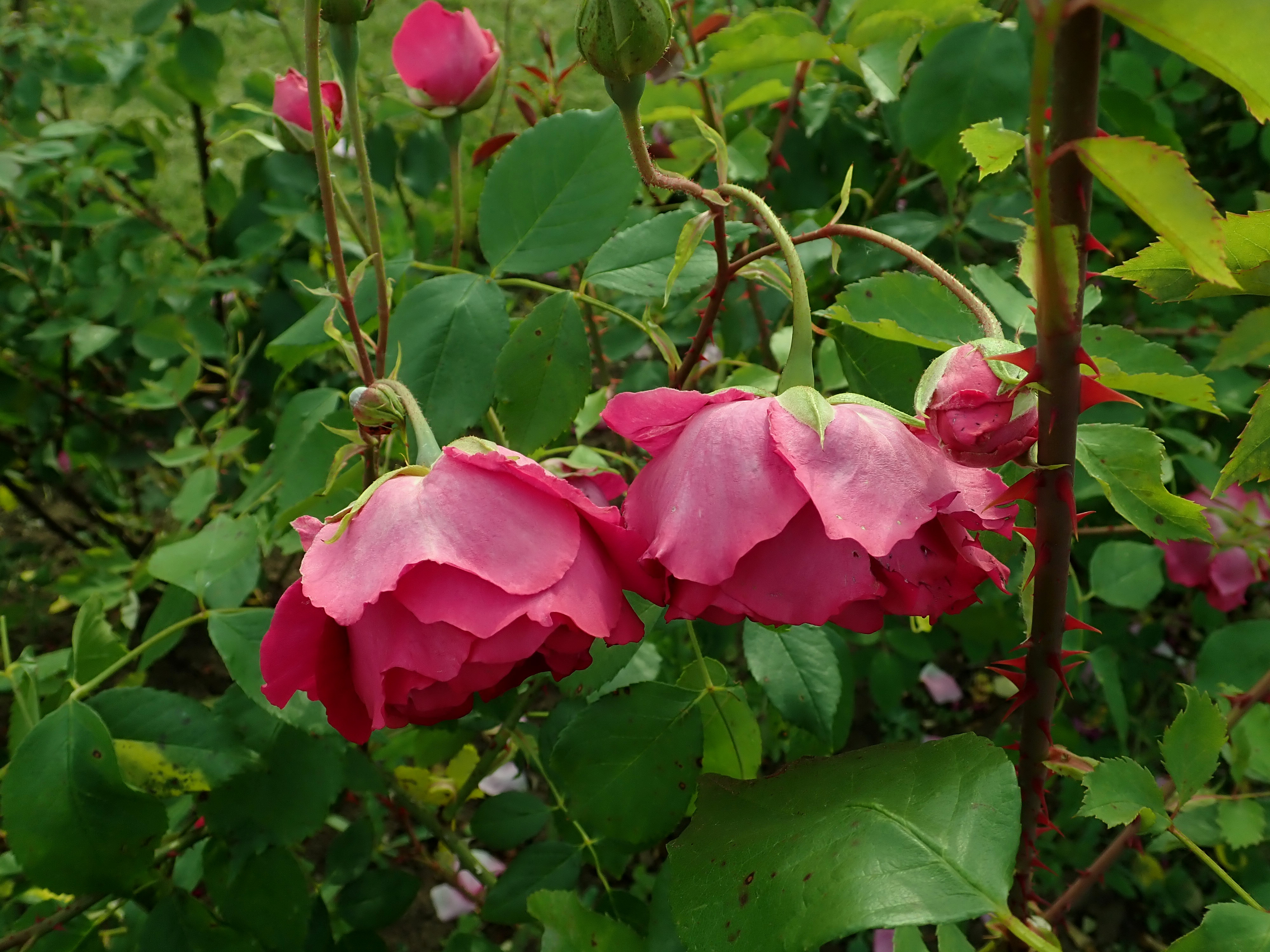
'Bardou Job' (1887)
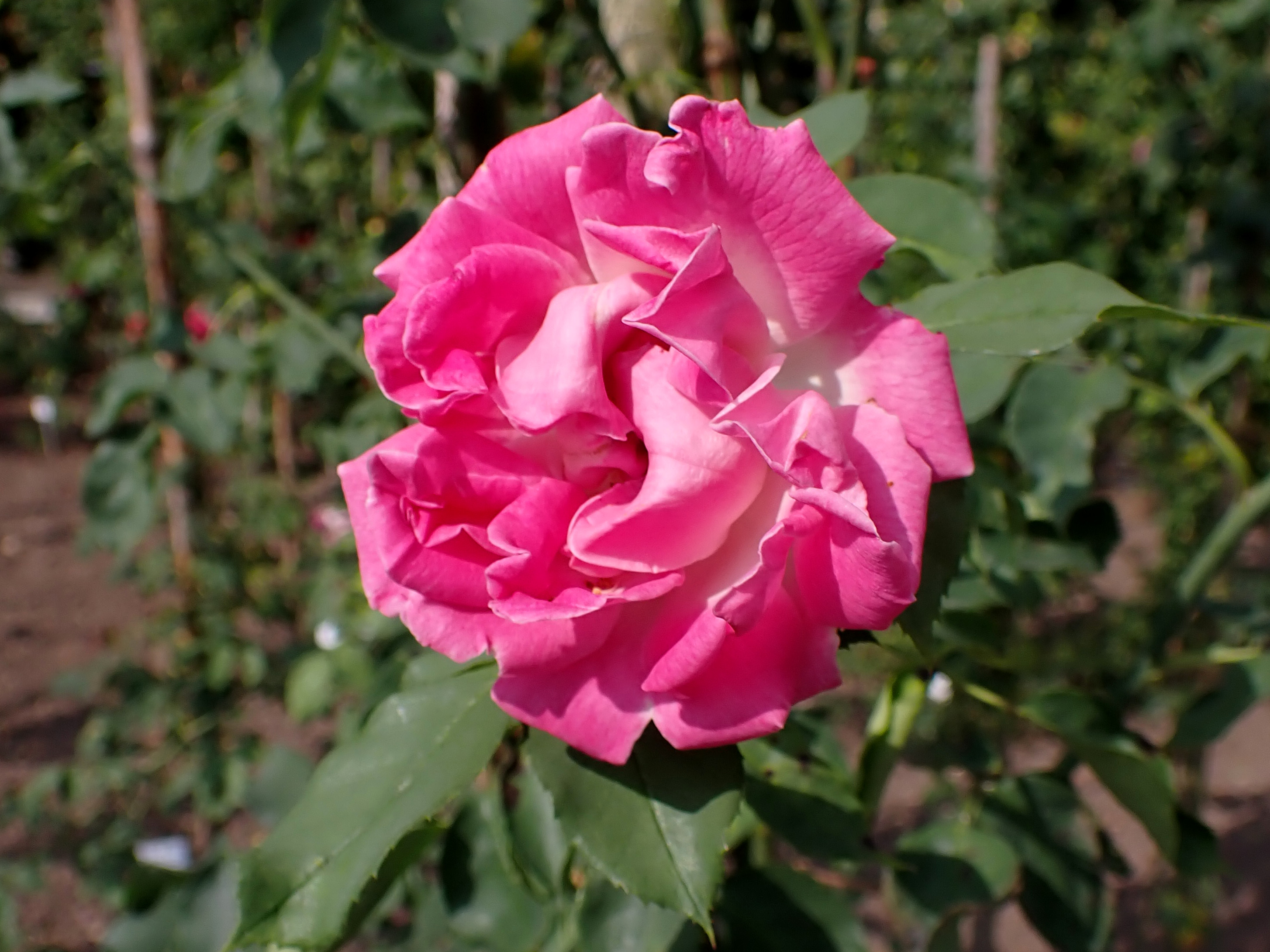
'Monsieur Rosier' (1887)
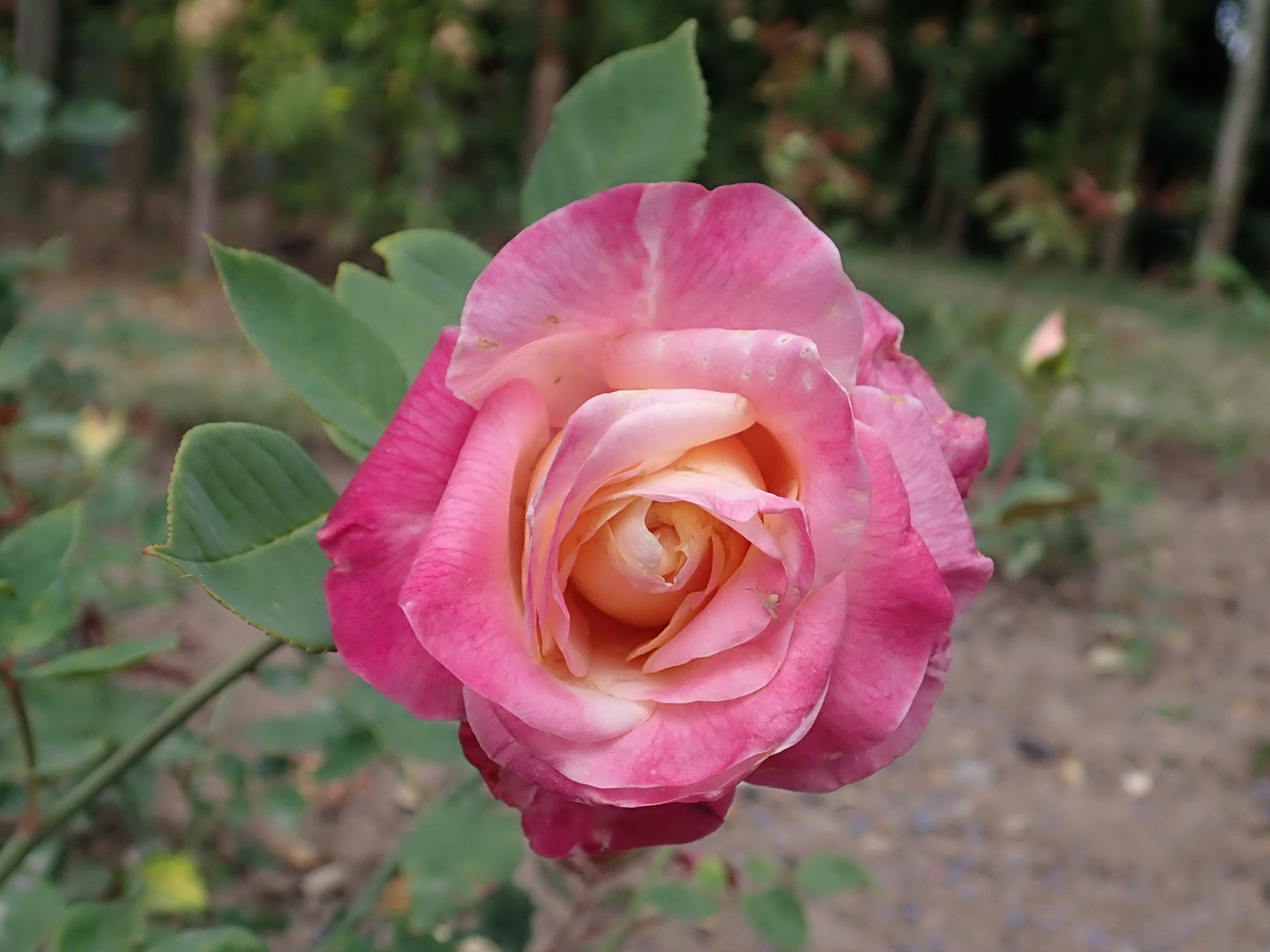
'Mme. Rose Romarin' (1888)
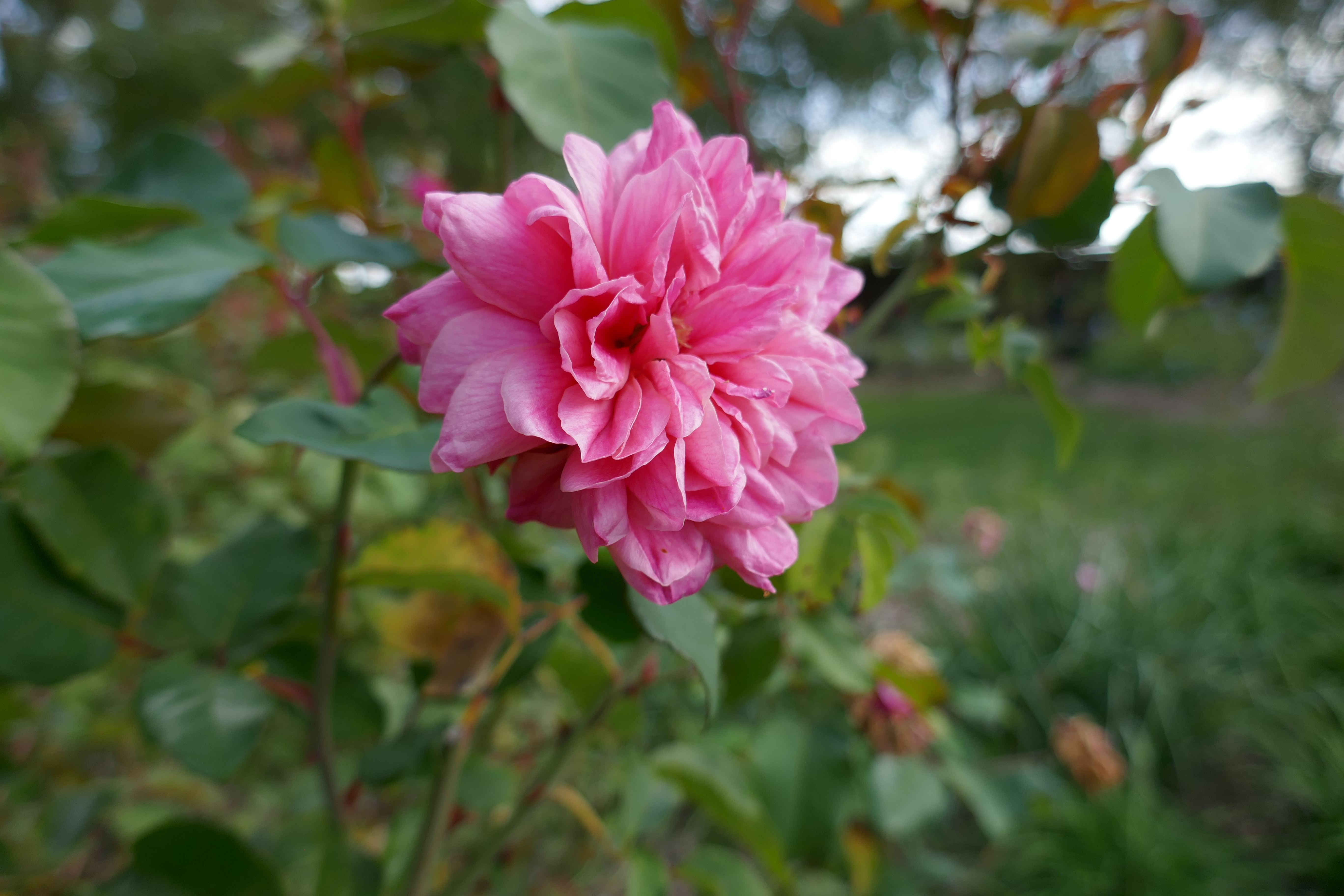
'Archiduc Joseph' (1892)
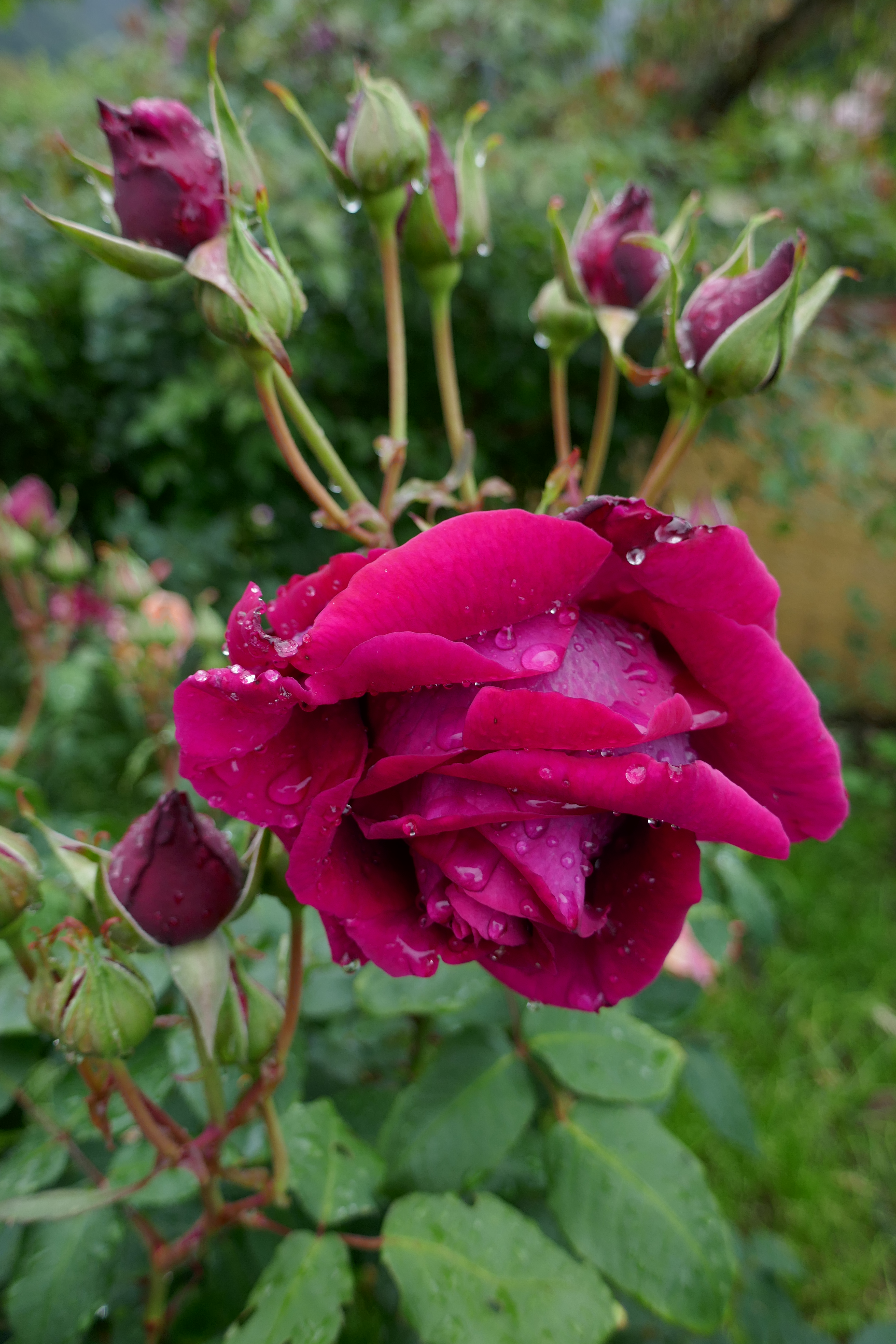
'Général Galliéni' (1899)
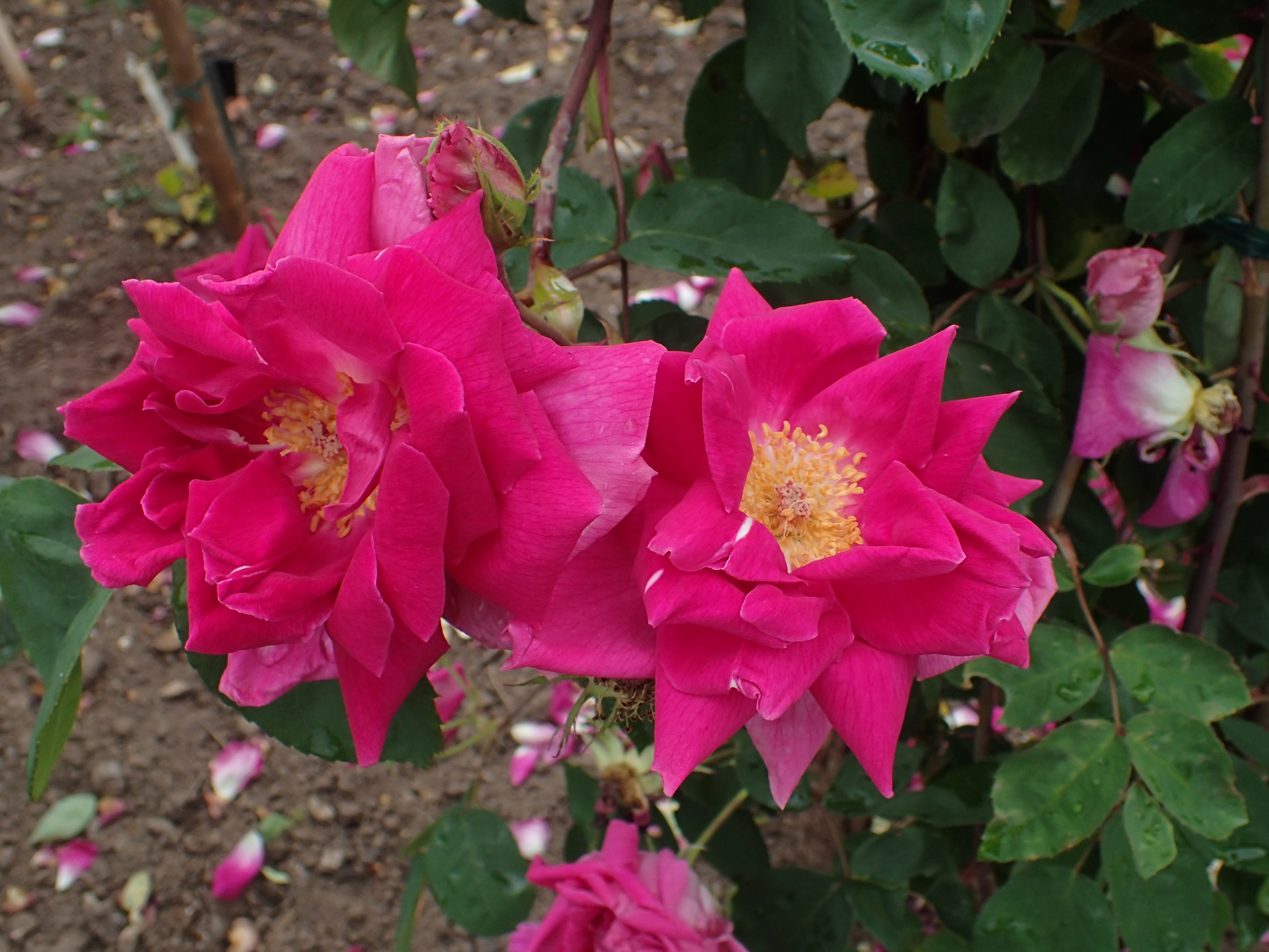
'Noella Nabonnand' (1901)
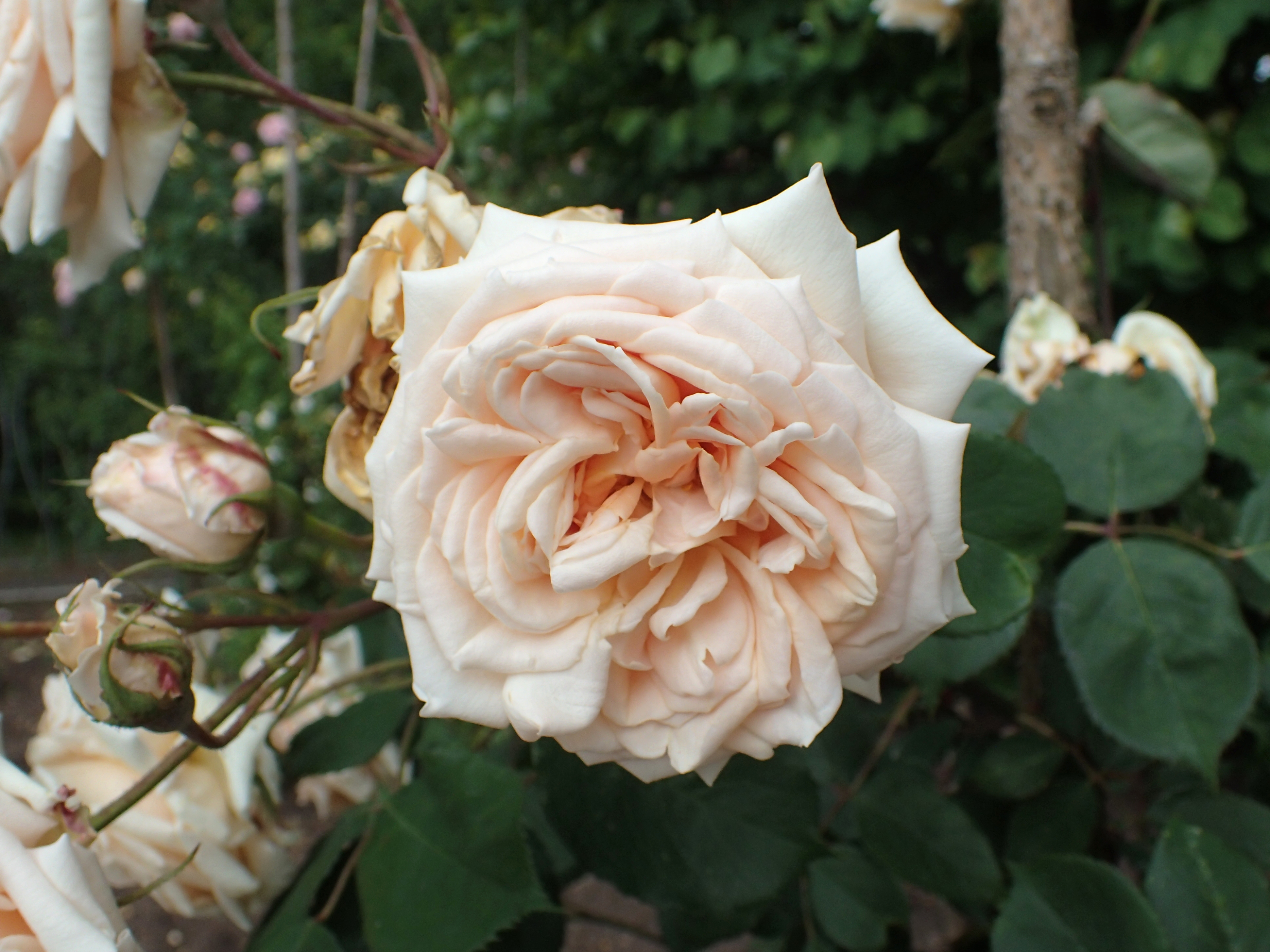
'Comtesse de Noghera' (1902)
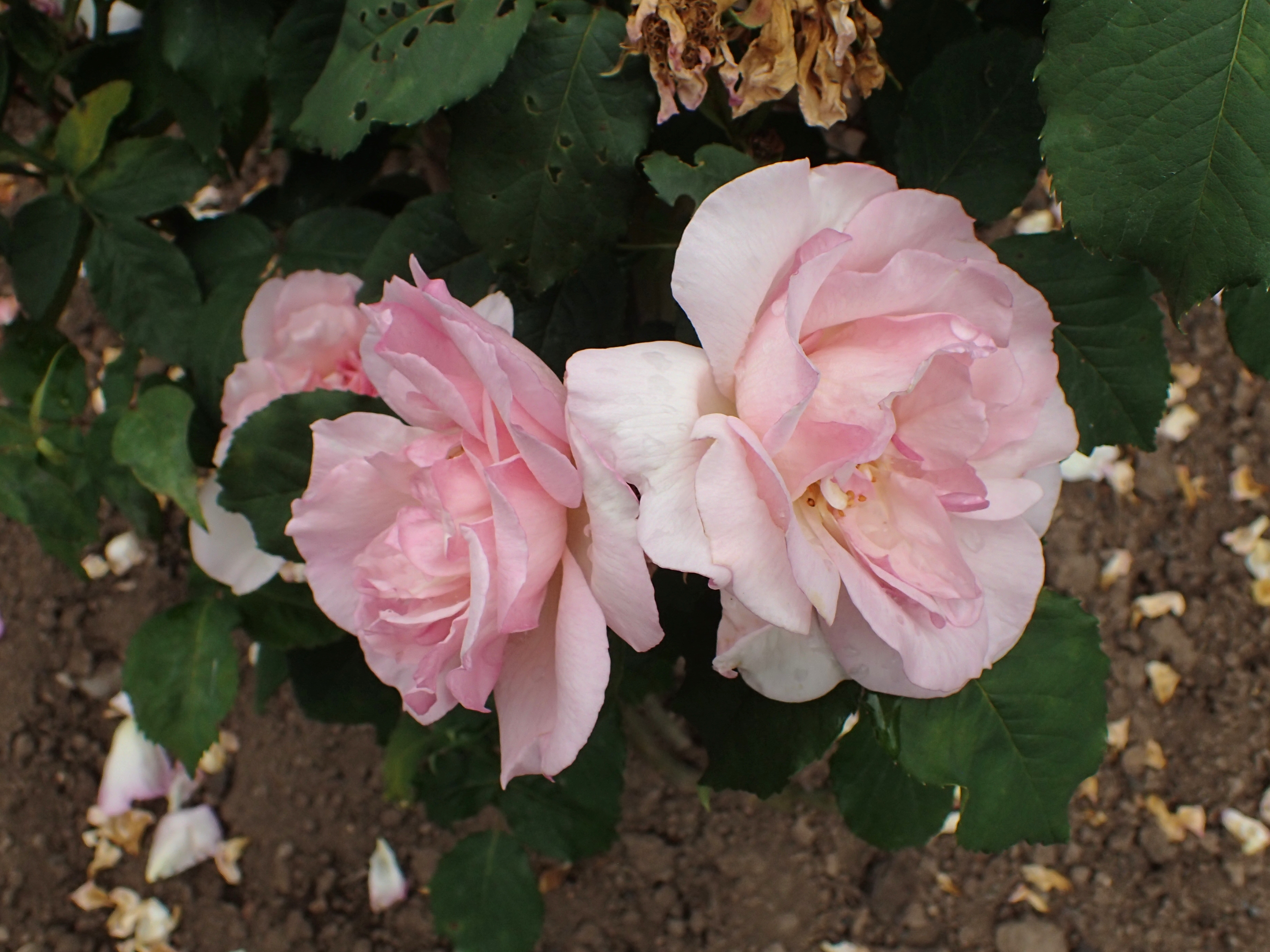
'Lady Waterlow' (1902)
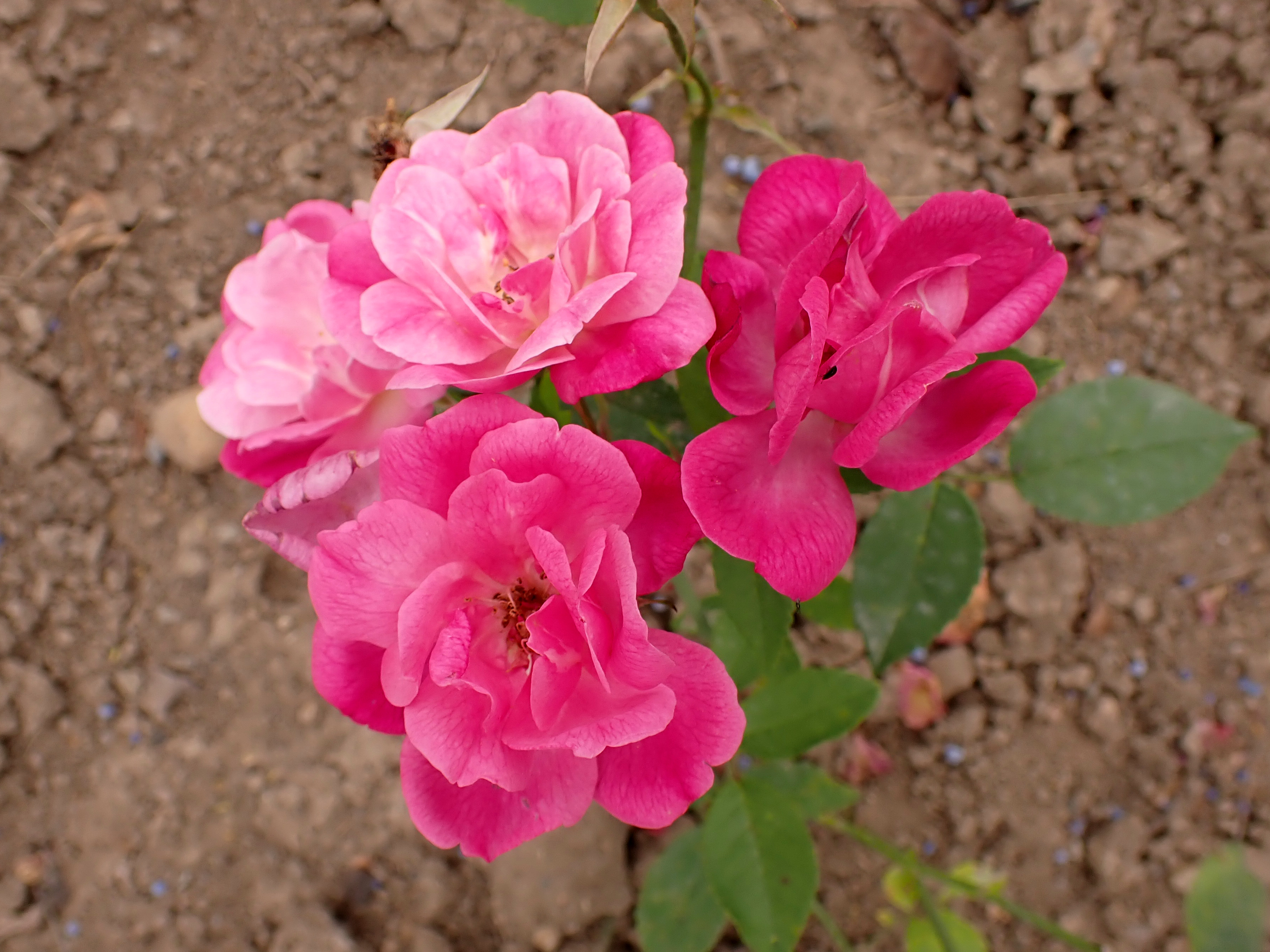
'Alice Hamilton' (1903)

### Illustraties

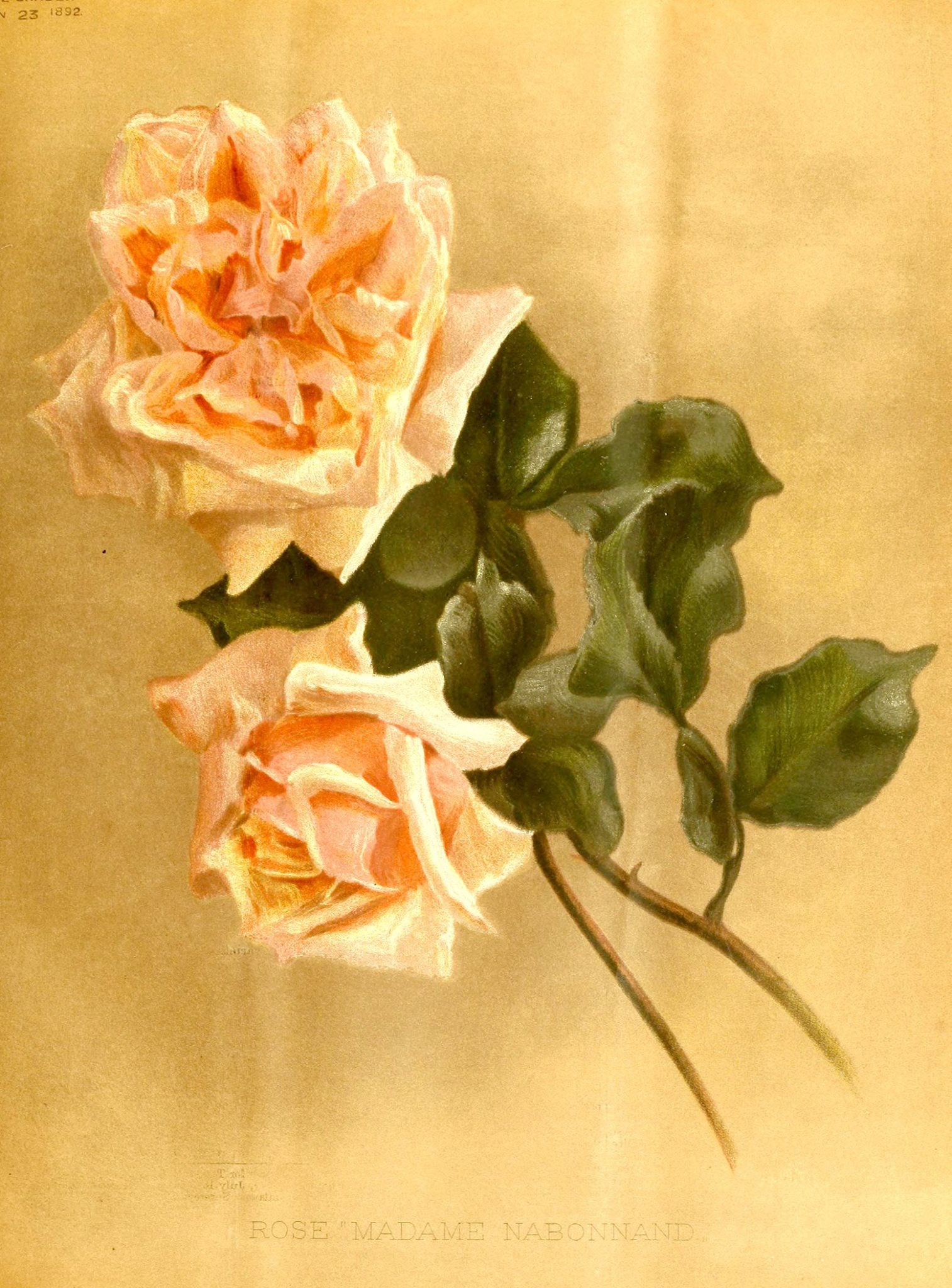
'Madame Nabonnand' (1877)
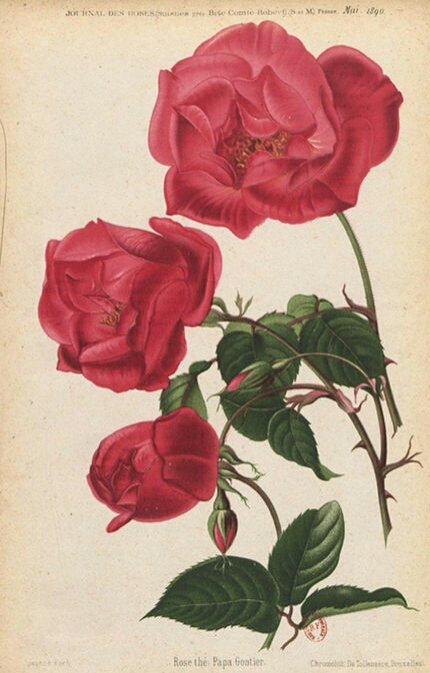
'Papa Gontier' (1883)
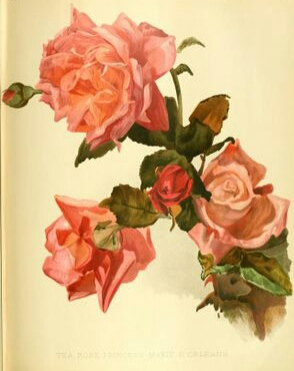
'Marie d'Orléans' (1884)
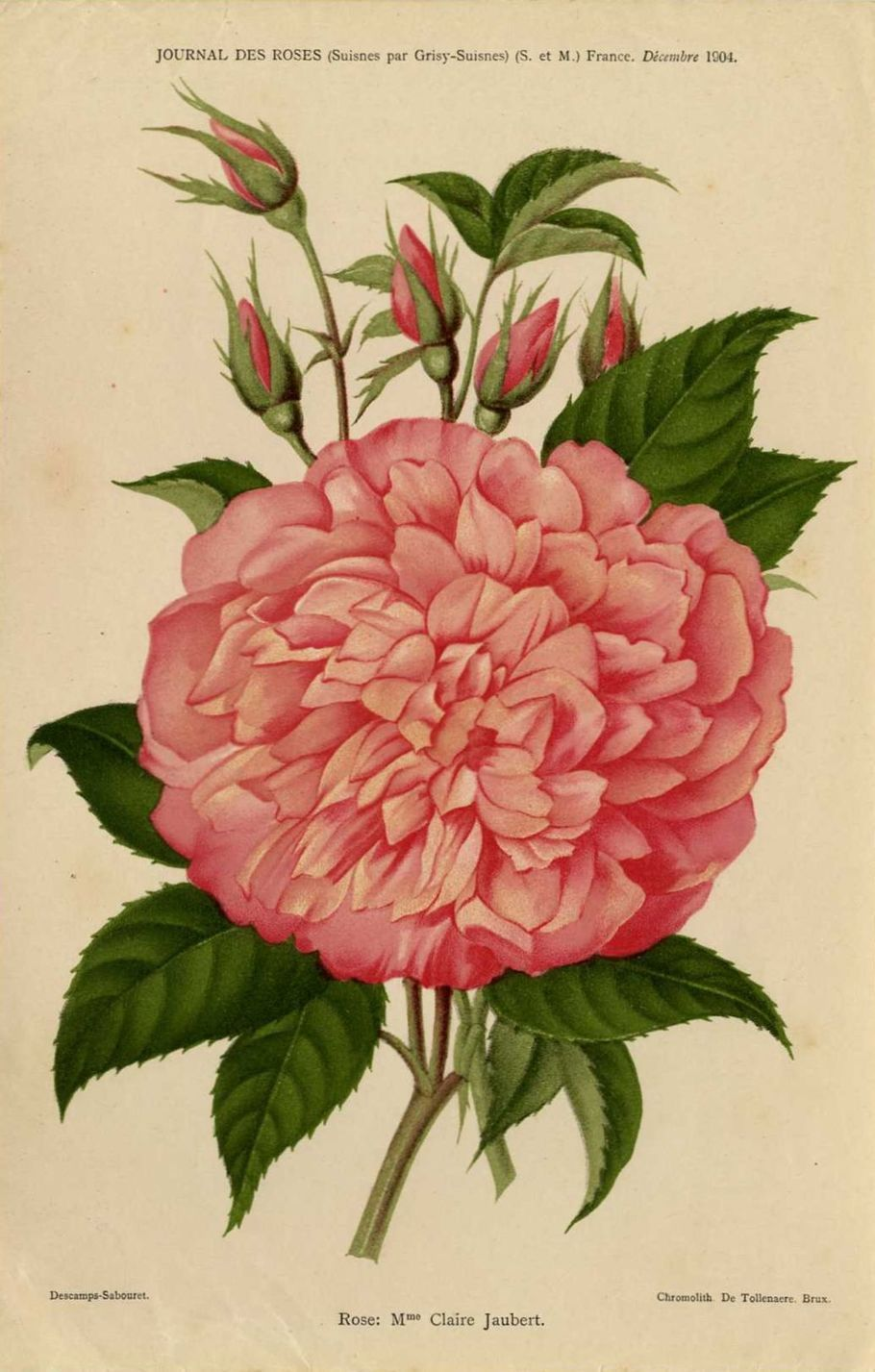
'Madame Claire Jaubert' (1887)
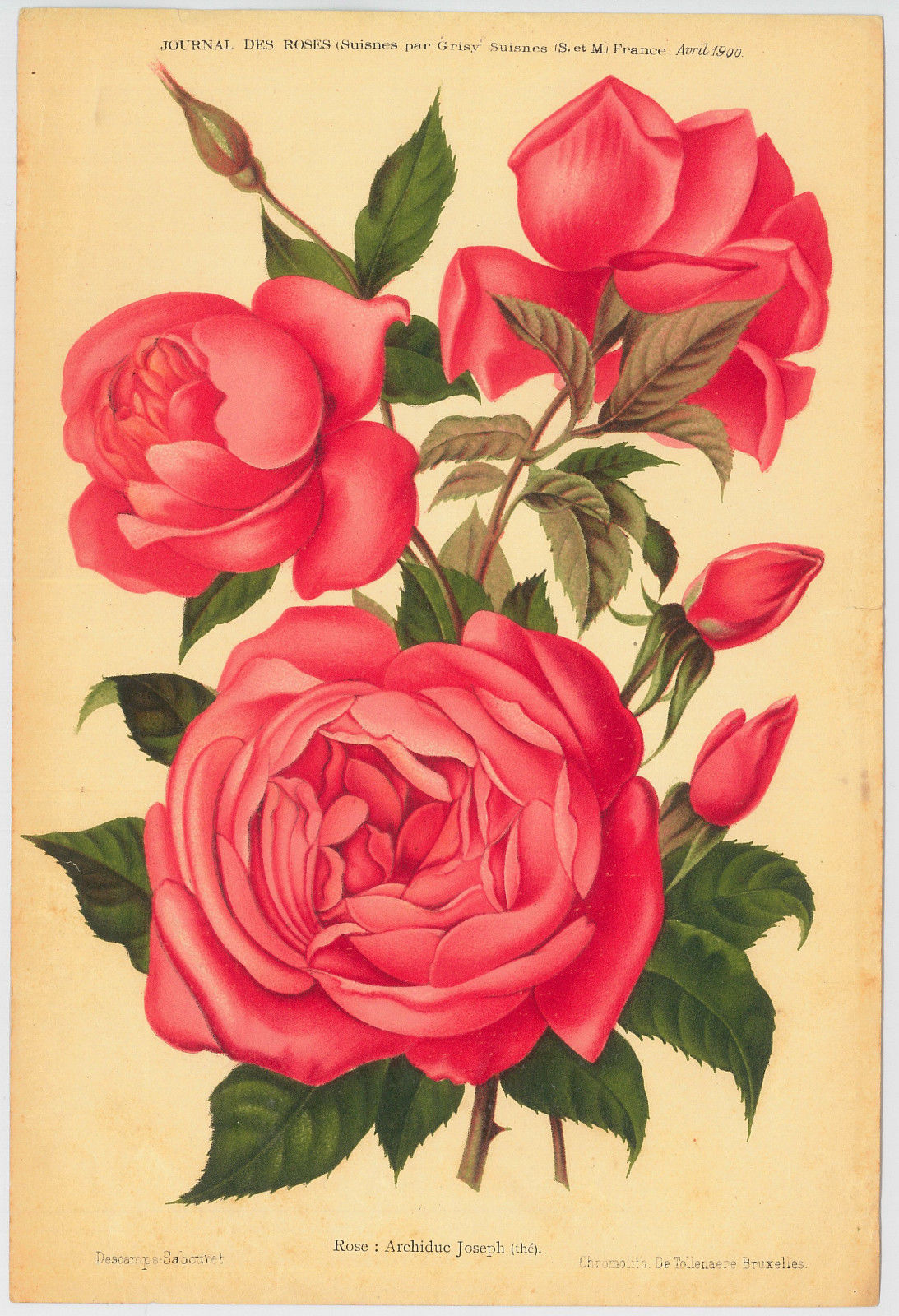
'Archiduc Joseph' (1892)